# José Julio Rodríguez Fernández
José Julio Rodríguez Fernández (Ourense, 1948) és un polític i general de l'exèrcit retirat, cap de l'estat major de la defensa durant la segona legislatura de Zapatero (2008-2011) i membre de Podem des del 2015.
Fou condecorat pel Fòrum Milícia i Democràcia pel seu compromís amb la Constitució. El 2015 va ser fitxat per Pablo Iglesias Turrión com a numero dos de Podem a Saragossa, per representar la indignació ciutadana del 15-M i la defensa oberta del dret a decidir a les eleccions generals espanyoles de 2015. però no fou elegit diputat.
Fou pilot de caces i avions de transport, cap d'unitat al centre logístic d'armament i experimentació a la base aèria de Torrejón de Ardoz, director general d'armament i material del ministeri de Defensa i president del projecte d'abastiment en vol de l'OTAN. El 18 de juliol del 2008, va ser nomenat cap de l'estat major de la defensa, sent la mà dreta de la ministra de Defensa, Carme Chacón, i on va gestionar la retirada de tropes de Kosovo, la intervenció espanyola a Líbia i l'Afganistan o la crisi de la pirateria a Somàlia.